# فرودگاه تری-سیتیز (نیویورک)
فرودگاه تری-سیتیز (نیویورک) (به انگلیسی: Tri-Cities Airport (New York)) یک فرودگاه همگانی باربری است که یک باند فرود آسفالت دارد و طول باند آن ۱۱۸۹ متر است. این فرودگاه در کشور ایالات متحده آمریکا قرار دارد و در ارتفاع ۲۵۴ متری از سطح دریا واقع شده است.

## نگارخانه

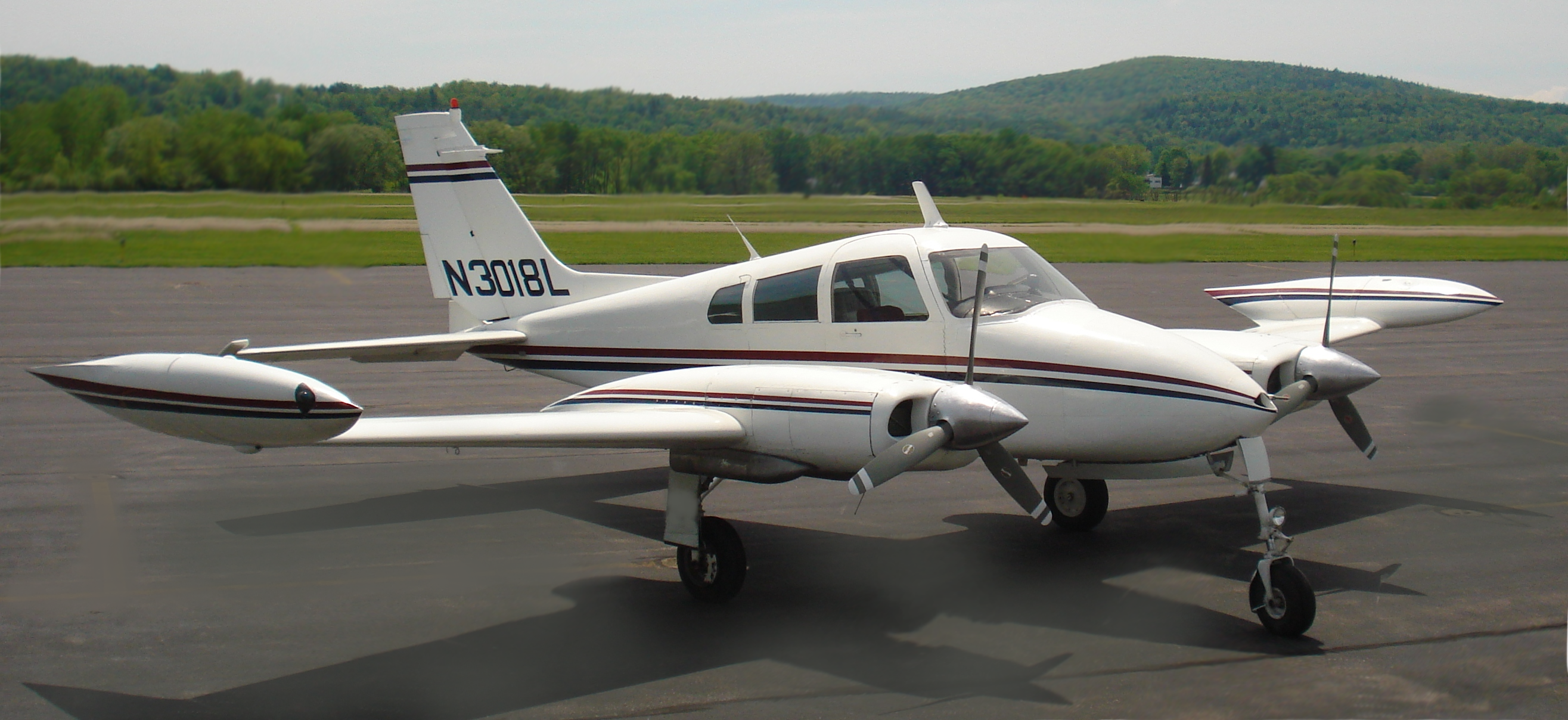
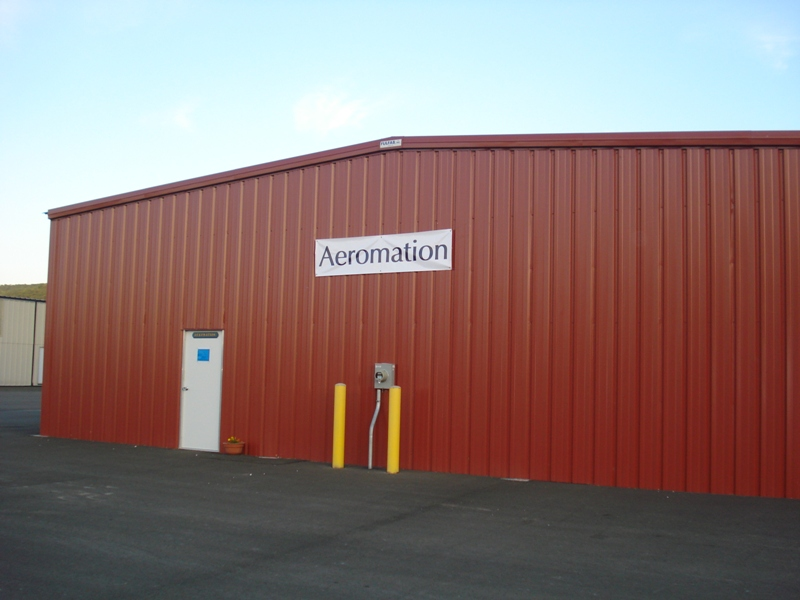